# Ilex sclerophylloides
Ilex sclerophylloides är en järneksväxtart som beskrevs av Ludwig Eduard Loesener. Ilex sclerophylloides ingår i släktet järnekar, och familjen järneksväxter. Inga underarter finns listade i Catalogue of Life.